# Ford F-Series
A F-Series é uma série de caminhões leves e caminhões médios (Classe 2-7) que são comercializados e fabricados pela Ford Motor Company. Em produção desde 1948, a série F inclui picapes de tamanho normal, caminhões de chassis e veículos comerciais. A partir de 2019, o Ford F-Series inclui a F-150 Raptor, os caminhões Super Duty Classe 3-5 (F-250 até F-550) e os caminhões Super Duty Classe 6-8 (F-650, F- 750). A versão mais popular da série F é a F-150, agora em sua décima terceira geração. Em 1999, para preencher a lacuna entre sua linha de coleta e seus caminhões médios, a Ford introduziu a F-250 e a F-350 como caminhões Super Duty. Considerada uma expansão da Série F, a linha Super Duty é construída sobre uma arquitetura de chassi distinta com componentes de serviço pesado. Em 2000, a gama Super Duty foi expandida para incluir caminhões médios da Ford.
Um sucesso de vendas no mundo inteiro, a F-Series é, desde 1977, a linha de caminhões pickup de maior sucesso dos Estados Unidos; tem sido, consistentemente, o veículo mais vendido em geral na América do Norte desde 1981.

## Primeira Geração (1948-1952)
A primeira picape da série F da Ford foi introduzida em 1948, substituindo o modelo anterior, construído na plataforma dos automóveis da linha. Era uma picape com aparência moderna e com caçamba de superfície plana, de peça única e faróis integrados à carroceria. Trazia vários opcionais, como limpador e lavador do pára-brisa (com êmbolo acionado pelo pé), para-sol para o passageiro, e do passageiro lateral tail light.
A picape F-1 era também disponível com frisos cromados e duas buzinas como opcional. Todas as séries F estavam disponíveis com tração 4x4 "[Marmon-Herrington"] até 1959.
Design das picapes F-Series pouco mudaram a partir de 1948 a 1952. A partir de 1948 a 1950, a grade era uma série de barras horizontais e os faróis fixados nos para-lamas. Para 1951 e 1952, os faróis eram ligados por uma larga cruz aerodinâmica fixa com três suportes similarmente aerodinâmicos. O vidro traseiro era mais amplo, e mais tarde o painel de instrumentos foi redesenhado.
As picapes F-Series foram construídas em dezesseis diferentes Ford plantas. Pelos números de série pode-se saber o modelo, motor, ano, a planta de montagem, número e unidade. O modelo mais comum foi a F-1 com uma caçamba de 6 ½-pé seguido pelo F-2 e F-3 Express, com caçamba de 2.4m.

### Modelos
- F-1: 1/2 ton (4,700 GVWR max)
- F-2: 3/4 ton (5,700 GVWR max)
- F-3: Heavy Duty 3/4 ton (6,800 GVWR max)
- F-3: Parcel Delivery (7,000 GVWR max) & optional rear spring pkg (7,800 GVWR max)
- F-4: 1 ton (7,500 GVWR max) & optional 1 1/4 ton pkg (10,000 GVWR max)
- F-5: 1 1/2 ton: Conventional, school bus, and cab over engine (C.O.E.) (10,000-14,500 GVWR)
- F-6: 2 ton: Conventional, school bus, and C.O.E. (14,000-16,000 GVWR)
- F-7: Conventional (17,000-19,000 GVWR)
- F-8: Conventional (20,000-22,000 GVWR)

### Motores
- 1948–1951: 226 CID Flathead 6 (L-head) (H or Rouge 226), 95 hp (71 kW) @ 3.300 rpm da F-1 até à F-6
- 1948–1952: 239 CID Flathead V-8 (R or Rouge 239), 100 hp (75 kW) @ 3.800 rpm da F-1 até à F-6
- 1952–1953: 215 CID Straight-6 (overhead valve), 101 hp (75 kW)
- 1948–1951: 254 CID Flathead 6 (L-head) (M ou Rouge 254), 110 hp (82 kW) @ 3.400 rpm na F-6 apenas
- 1948–1951: 337 CID Flathead V-8 (E or Rouge 337). 145 hp (108 kW) @ 3.600 rpm na F-7 e na F-8 apenas
- 1952–1955: 279 CID V8 válvulas suspensas (EAL), 145 hp (108 kW) @ 3.800 rpm na F-7 apenas
- 1952–1955: 317 CID V8 válvulas suspensas (EAM), 155 hp (116 kW) @ 3.900 rpm na F-8 apenas

### Transmissões
- Manual, 3 marchas light duty, F-1 apenas
- Manual, 3 marchas heavy duty, da F-1 até à F-5
- Manual, 4 marchas (engrenagem reta), da F-1 até à F-6
- Manual, 4 marchas Synchro-Silent, da F-4 até à F-6
- Manual, 5 marchas overdrive, F-7 e F-8
- Manual, 5 marchas direct drive, F-7 e F-8

## Segunda Geração (1953-1956)
A F-Series foi redesenhada para 1953 com um olhar mais integrado. Os emblemas também incorporaram os seus nomes conhecidos: A F-1 já se tornou o F-100, o F-2 agora passou a ser o F-250, e da F-3 já se tornou o 1 tonelada F-350. Começando com os modelos 1956, a Ford oferece muito raras "Low GVWR" versões de cada modelo. Interiores eram novos, incluindo uma cúpula leve, descansa braço, e pára-sóis. Em 13 de março de 1953, "Ford-O-Matic" câmbio automático se tornaram uma opção.
Na segunda geração dos caminhões, foram construídos no Brasil de 1957 a 1962 como o F-100, F-350 e F-600.

### Modelos
- F-100: 1/2 ton (5,000 GVWR max)
- F-110: 1/2 ton (4,000 GVWR max)
- F-250: 3/4 ton (7,400 GVWR max)
- F-260: 3/4 ton (4,900 GVWR max)
- F-350: 1 ton (9,800 GVWR max)
- F-360: 1 ton (7,700 GVWR max)
- F-500
- F-900

### Motores
- 1953 - 239 CID (3.9 L) V8, 100 hp (74.6 kW)
- 1953 - 215 CID (3.5 L) 6 cilindros, 101 hp (75.3 kW)
- 1954-1955 - 223 CID (3.7 L) "Mileage Maker" 6 cilindros, 115 hp (86 kW)
- 1954-1955 - 239 CID (3.9 L) Y-block "Power King" V8, 130 hp (97 kW)
- 1956 - 223 CID (3.7 L) "Mileage Maker" 6 cilindros, 137 hp (102 kW)
- 1956 - 272 CID (4.5 L) Y-block V8, 173 hp (129 kW)

## Terceira Geração (1957-1960)
A picape foi remodelada novamente em 1957 com um capuz que ficou nivelado com os para lamas e de uma nova grade cromada. Na traseira, os tradicionais paralamas traseiros separados passaram a se chamar flareside, enquanto um novo bom olhar em frente e verso era conhecido comostyleside. 4x4 O eixo motriz, que era terceirizado para Marmon-Herrington agora é produzida em casa pela Ford Motor Company em 1959 até os dias atuais. A Ford oferece ainda uma versão "Low GVWR" de cada modelo. Em maio 1957 Ford descontinuado tornando todos os caminhões na Highland Park Ford Plant em Highland Park (Michigan). Todos os caminhões pesados foram transferidos para o Kentucky Truck Assembly em Louisville, Kentucky.
Terceira geração caminhões, foram construídos no Brasil como o F-100, F-350 e F-600 a partir de 1962 a 1971.

### Modelos
- F-100 (F10, F11, F14): 1/2 ton (4,000-5,000 GVWR max)
- F-100 (F18, F19)(4X4): 1/2 ton (4,000-5,600 GVWR max)
- F-250 (F25, F26): 3/4 ton (4,900-7,400 GVWR max)
- F-250 (F28, F29)(4X4): 3/4 ton (4,900-7,400 GVWR max)
- F-350 (F35, F36): 1 ton (7,700-9,800 GVWR max)
- F-500 (F50, F51), : 1 1/2 ton (10,000-15,000 GVWR max)

### Motores
- 1958-1960 - 223 CID (3.7 L) I6, 137 hp (102 kW)
- 1958 - 272 CID (4.5 L) Ford Y-block engine#272|Y-block V8, 173 hp (129 kW)
- 1959-1960 - 292 CID (4.8 L) Ford Y-block engine#292|Y-block V8, 186 hp (139 kW)

## Quarta Geração (1961-1966)

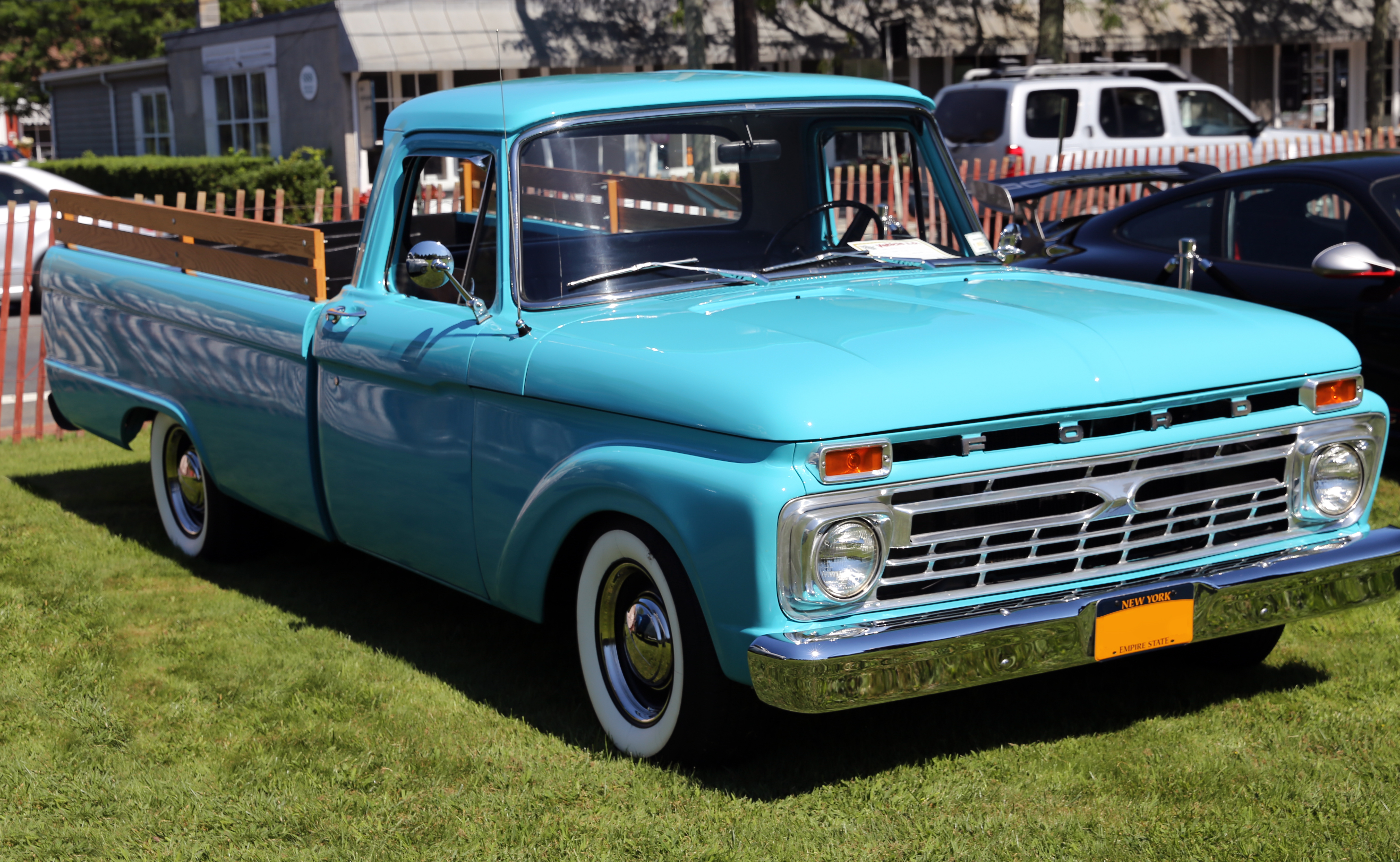
1966 F-100

A Ford introduziu um estilo dramaticamente novo de pickup em 1961 com a quarta geração da série F. Mais compridos e mais baixos que seus antecessores, esses caminhões tinham dimensões aumentadas e novas opções de motor e caixa de câmbio. Além disso, os modelos 1961-1963 foram construídos com um design unibody com a cabina e a cama integradas. Isto provou impopular e Ford reverteu para o desígnio de cabana/cama separado tradicional em 1964.
Em 1965, a Série F recebeu uma reformulação significativa no meio do ciclo. Foi introduzida uma plataforma completamente nova, incluindo a suspensão dianteira "Twin I-Beam", que seria usada até 1996 no F-150 e até 2016 no F-250/350 4x2. Além disso naquele ano, o nome Ranger fez sua primeira aparição em uma picape Ford; anteriormente um modelo básico do Edsel, agora era usado para denotar um pacote de estilo de alto nível para captadores da Série-F.

## Quinta Geração (1967-1972)

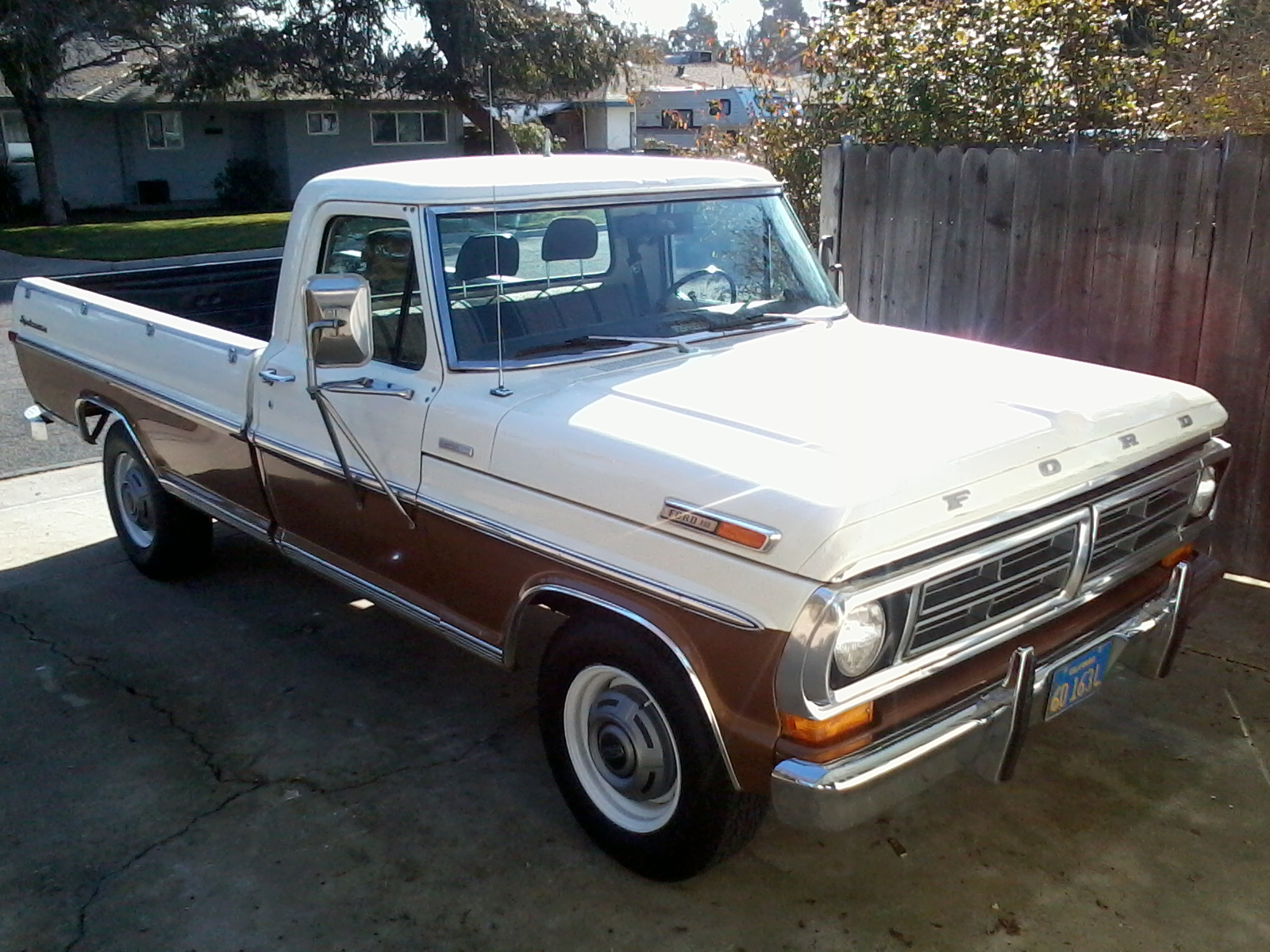
1972 F-250 Camper Special

Introduzida em 1967, a pickup da quinta geração da série F foi construída na mesma plataforma da revisão de 1965 da quarta geração. As dimensões e o vidro de efeito estufa foram aumentados, as opções do motor expandidas e os níveis de acabamento mais abundantes ficaram disponíveis durante a produção da quinta geração.
Componentes de suspensão de todos os modelos da Série F 1969 são completamente intercambiáveis.
Talvez a mais rara desta série seja o Heavy Duty Special, muitas vezes confundido com o Camper Special. No entanto, o Heavy Duty Special é um 1/2 T com peças reforçadas, tais como suportes de folha traseira com sobrecarga Firestone, tambores de freio maiores e eixos.
Uma variante da quinta geração da série F foi produzida até 1992 no Brasil para o mercado sul-americano.

## Sexta Geração (1973-1979)

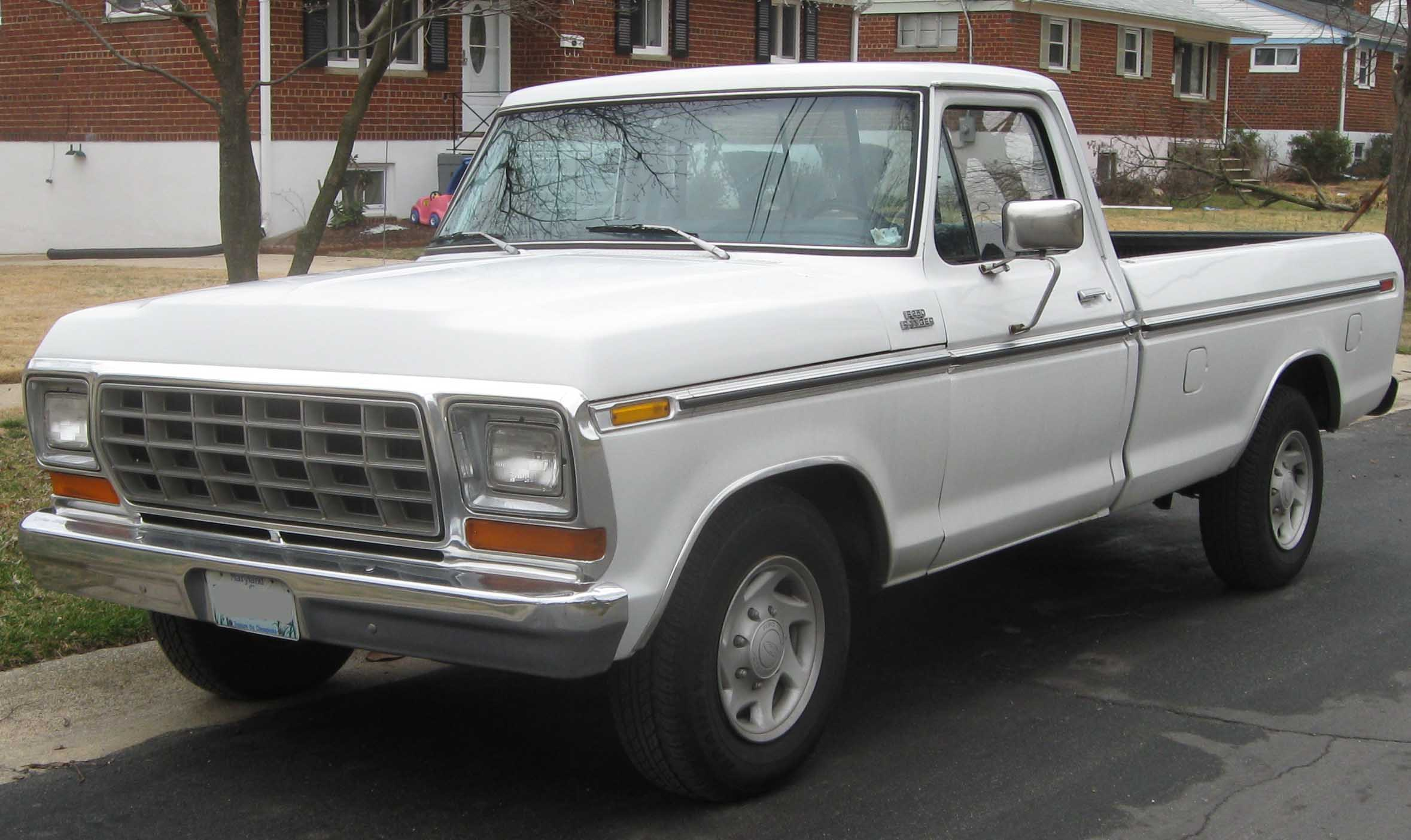
1979 F-250 Ranger

A sexta geração da série F foi lançada em 1973. Essa versão da série F continuou a ser construída na plataforma revisada da quarta geração de 1965, mas com modernização e refinamentos significativos. Freios a disco dianteiros, aumento das dimensões da cabine, tanque de gás realocado fora da cabine e sob o leito, aquecimento e ar condicionado significativamente melhorados, construção total de parede dupla, aumento do uso de aço galvanizado, Super cabina foi introduzida na sexta geração.
A série de motores FE foi descontinuada em 1976, após uma corrida de quase 20 anos, substituída pelos mais modernos motores da série 351 (Modificado) e da série 400.
Em 1975, o F-150 foi introduzido entre o F-100 e o F-250 para evitar certas restrições de controle de emissões. Para 1978, os faróis quadrados substituíram os modelos redondos dos modelos anteriores em modelos com pacotes mais altos, como Lariat e Ranger, e em 1979 tornaram-se equipamentos padrão. Também em 1978, o Ford Bronco foi redesenhado em uma variante da pickup da série F. 1979 foi o último ano em que o motor 460 de grande bloco estava disponível em um caminhão de meia tonelada.

## Sétima Geração (1980-1986)

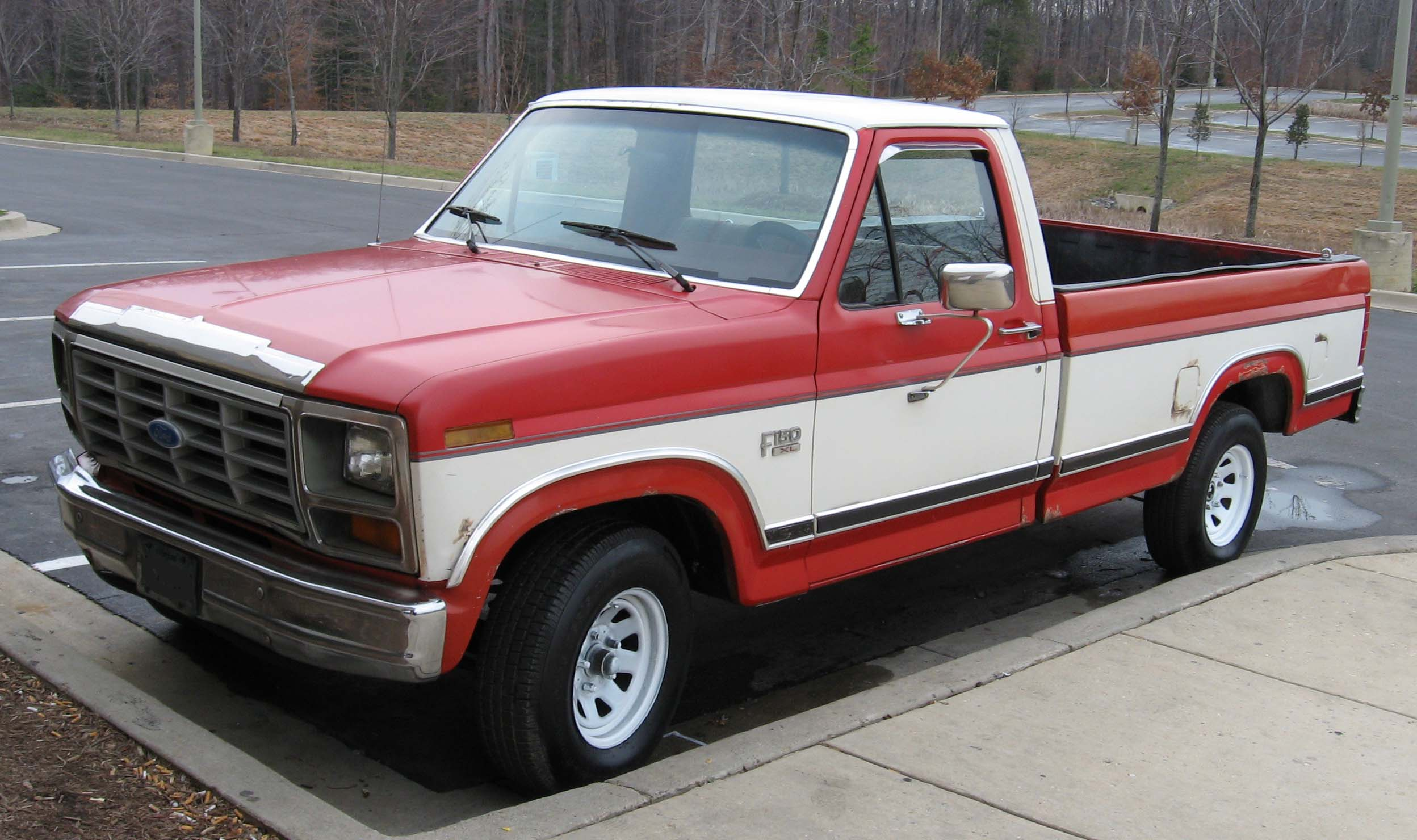
F-150 XL

Em 1980 a F-Series foi redesenhado com um chassi todo novo e corpo maior; Este foi o primeiro redesenho desde 1965. O estilo exterior do caminhão foi refeito para melhorar a aerodinâmica e economia de combustível. F-Series de serviço médio (F600-F900) também foram redesenhadas; embora compartilhassem a cabine das picapes menores, a maior versão da Série F agora usava um capô com asas dianteiras separadas (como a Série L ). O Ford F-Series de serviço médio levaria o design de interiores de 1980–1986 até 2000 (embora as pickups tenham sido reestilizadas novamente em 1987 e 1992), com mudanças muito sutis, como vidro de janela e eletrônicos.
Em um movimento de eficiência de combustível, a Ford lançou os motores M-Series (5.8 litros 351M e 6.6 litros 400 cu em V8s) em 1981, substituindo-os pelos motores 4.2 VL 255 CI e 5.8 litros 351 CI Windsor V8 da plataforma Panther. . O 255 V8 era simplesmente um 5.0L, 302 V8 com um furo menor, construído especificamente para melhor economia de combustível, mas foi descartado para o ano do modelo de 1982 devido à falta de potência e à demanda limitada. Para 1982 e 1983, o 3.8L, 232 CI Essex V6 foi o motor de base, mas foi rapidamente descartado para o ano modelo de 1984. Em 1983, a Ford adicionou a Diesel à F-Series através de uma parceria com a International Harvester (mais tarde Navistar). O 6.9L, 420 CI IDI V8 produziu produção de poder semelhante como a gasolina 351 Windsor V8, com a economia de combustível do 4.9L, 300 I6. Desse ponto em diante (de 1983 até hoje), os pesados caminhões da série f (F-350 e acima) eram geralmente equipados com os motores Diesel como cavalos de potência padrão. 1985 foi o primeiro ano de injeção eletrônica de combustível no 5.0L V8, todos os outros motores seguiram o mesmo caminho em 1988. Houve uma nova versão de "alto rendimento" do Windsor 5.8L a partir de 1984.
Uma mudança perceptível foi feita para a Série-F em 1982, quando o Ford "Blue Oval" foi adicionado ao centro da grade, e também as guarnições Ranger e Custom não estavam mais disponíveis. O nome do Ranger foi transferido para o novo coletor compacto desenvolvido como substituto do Courier. Os novos níveis de acabamento foram um modelo base sem emblema (essencialmente o novo Custom), XL, um muito raro XLS e XLT Lariat.
1983 marcou o último ano do F-100, tornando o F-150 a pickup mais leve disponível no mercado. Os F-100 e os F-150 eram praticamente idênticos, com exceção dos freios menores. F-100s em cima de um certo GVWR e / ou sem freios de poder usaram os eixos de F-150. Além disso, o F-100 de 1980-1983 nunca foi oferecido com tração nas quatro rodas.
1986 marcou o último ano em que o F-150 estava disponível com uma caixa manual de 3 velocidades que mudava através de uma alavanca na coluna de direção (3 na árvore). Aliás, este foi o segundo veículo nos Estados Unidos que ofereceu esta configuração. 1986 também foi o último ano em que o pacote Explorer estava disponível.
Esta é a primeira geração de caminhões para incorporar comodidades como espelhos elétricos, vidros elétricos e travas elétricas.

## Oitava Geração (1987–1991)

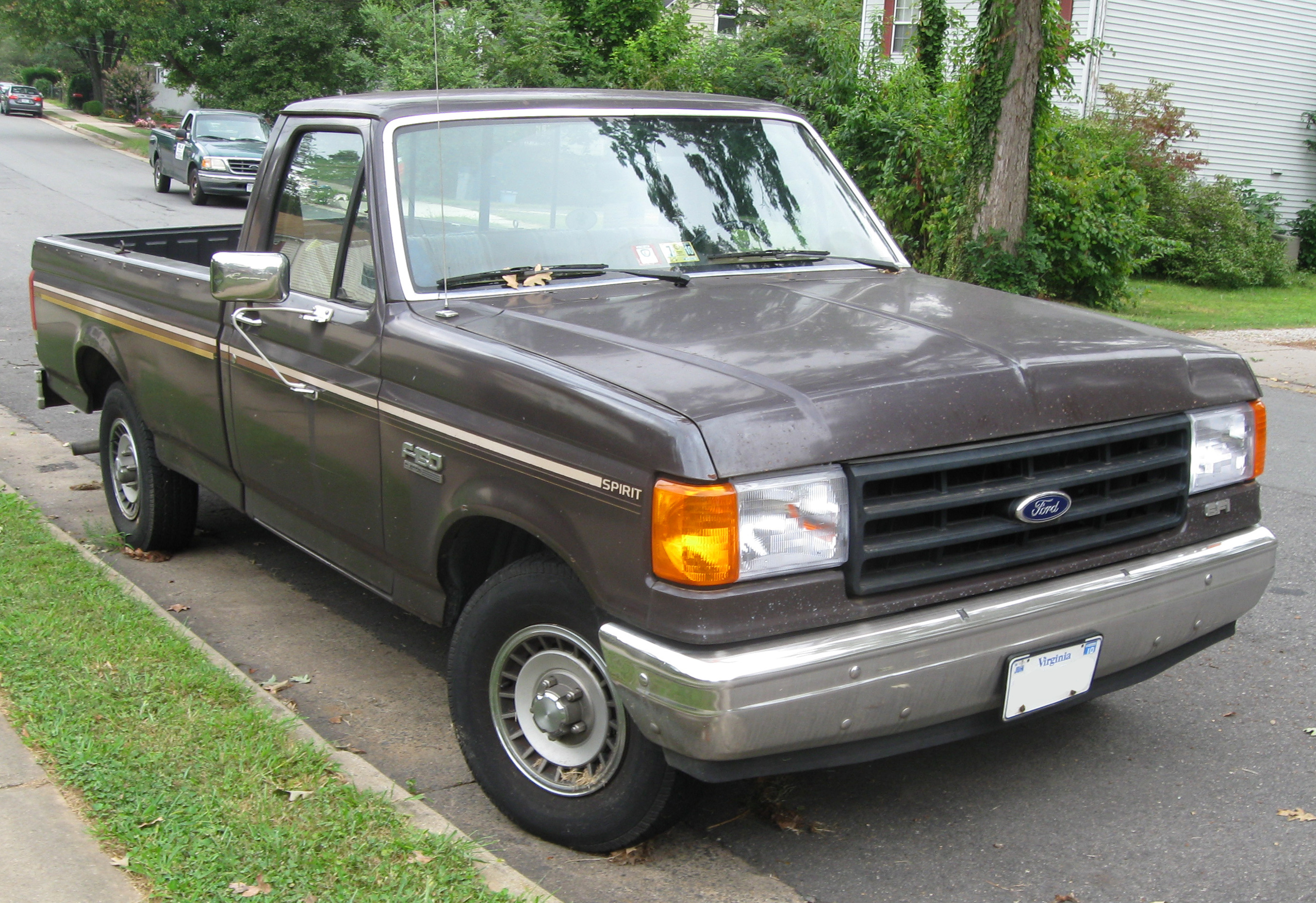
Ford F-150 (tipo de serviço leve)

A Série F de 1987 foi carregada no mesmo estilo de carroceria da sétima geração, mas ostentava um novo clipe frontal arredondado que melhorava a aerodinâmica, assim como o amolecimento das linhas do corpo ao redor da parte traseira da cama e dos para-lamas ao redor dos poços das rodas. O interior também foi completamente redesenhado em 1987. As transmissões disponíveis nos modelos SuperCab eram de quatro marchas ou manual de cinco marchas; modelos de táxi regulares também estavam disponíveis com transmissão automática. A guarnição personalizada fez um retorno para a oitava geração. Em 1988, os motores de 4.9 litros inline-six, 5.8 litros V8 e 7.5 litros V8 ganharam injeção eletrônica de combustível. A Navistar Internacional também aumentou o deslocamento de seu V8 de 6,9 litros no mesmo ano, resultando na nova unidade de 7,3 litros. Este foi também o primeiro ano de uma transmissão manual de overdrive de cinco velocidades,M5OD nos F-150 e no pesado ZF5 nos F-250 e F-350. Os manuais de quatro marchas foram descontinuados como equipamento padrão depois de 1987, mas estavam disponíveis como opção encomendada pelo cliente até 1989. Em 1989, o câmbio automático de três marchas C6 foi substituído como a transmissão automática de base com o E4OD , um controle controlado eletronicamente de quatro marchas. unidade overdrive automática, embora o C6 ainda estivesse disponível como opção, principalmente em F-250 e F-350, até 1997. Modelos Heavy-Duty incluíam F-250 e F-350 (junto com F-Super Dutys) que foram classificados como veículos incompletos que foram produzidos sem cama, mas apareceram como caminhões de reboque , caminhões-caixa (especialmente U-Haul ), caminhões de mesa, caminhões basculantese outros modelos. Embora os F-250, os F-250 HDs (pesados) e os F-350 tenham sido construídos como modelos de cabines de chassi somente de 1987 a 1997, os proprietários podem converter os modelos em caminhonetes. No entanto, as instalações do General Pacheco, da Argentina e de São Bernardo do Campo, no Brasil , foram os únicos locais onde a F-250, a F-250 HD e a F-350 foram construídas e vendidas como modelos de picapes. Apesar de serem produzidos apenas no General Pacheco, na Argentina e em São Bernardo do Campo, as unidades do Brasil (localizadas na América do Sul ) F-250, F-250 HDs e F-350 foram embarcadas da América do Sul para os Estados Unidos como importações de 1987 a 1997.

## Nona Geração (1992–1997)

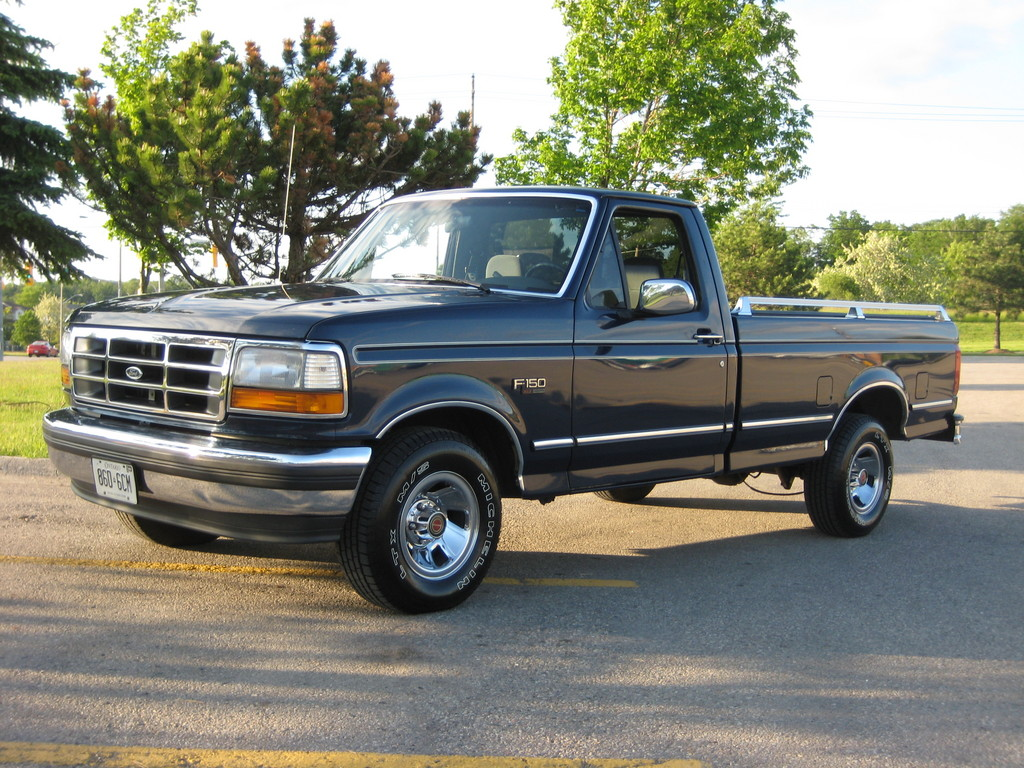
1993 Ford F-150, com dois tanques de combustível

Para o ano modelo de 1992, a carroceria do 1980 F-Series recebeu outra grande atualização. Para melhorar ainda mais sua aerodinâmica, a carroceria dianteira recebeu um capô levemente mais baixo, arredondando os para-lamas dianteiros e a grade; Além disso, as mudanças combinaram o F-Series com o design do Explorer recém-lançado e redesenhado E-Series e Ranger. Junto com as atualizações externas, o interior recebeu um redesenho completo.
Inactiva desde 1987, a cama FlareSide fez o seu regresso como uma opção para 1992. Para aumentar a sua atracção para os compradores mais jovens, a carroçaria da cama foi redesenhada, emprestando os lados da cama de rodas traseira dupla F-350 (montada no mais estreito F- 150 chassis de roda única). Para comemorar o 75º aniversário do primeiro caminhão produzido pela fábrica da Ford (o Ford Model 1917 TT ), a Ford ofereceu um pacote de 75 anos em sua série F de 1992, consistindo de um pacote de listras, um para-choque colorido argentino e um 75º aniversário especial. logotipos. Em 1993, o SVT Lightning de 240 cv foi apresentado como um caminhão de desempenho especialmente ajustado; mais de 11.000 foram construídos de 1993 a 1995.
Em um turno trim, o XLT Lariat foi descartado e combinado com o XLT; o XL assumiu o acabamento personalizado após 1993 (marcando o último uso da placa personalizada pela Ford). Em 1995, o acabamento Eddie Bauer fez seu retorno.
Em 1995, os Ford F-Series de serviço médio (F-600 até F-800 e todos os Ford B-Series) receberam sua primeira atualização desde 1980. Todas as versões (exceto sever-service) receberam um novo design que ampliou a grade e movido os indicadores do sinal de volta para o exterior dos faróis dianteiros.
Durante o segundo semestre de 1997, o F-250 HD (serviço pesado) estava na mesma série que o F-350. O estilo de carroceria permaneceu o mesmo até o final de 1997. A única mudança do F-250 HD e F-350 foi que eles não têm mais portas traseiras de estilo clássico, com a tampa de aço inoxidável neles que lêem FORD. Em vez disso, a tampa do porta-malas tinha a placa de identificação F-250 Heavy Duty / F-350 no lado esquerdo, enquanto a oval azul da Ford era rotulada no lado direito (similarmente ao Ford F-150 1997). O F-250 HD também teve algumas pequenas alterações na localização do trim e nas opções disponíveis. O F-250 HD de 1997 com o Diesel 7.3 Powerstroke é também o mais raro e desejável dos Fords da nona geração.
Após a introdução da décima geração do F-150, a F-250 e a F-350 continuaram a produção no ano modelo de 1998, tornando-se parte da linha Ford D-Series Super Duty quando foram substituídas em 1999.

## Décima Geração (1997-2004)

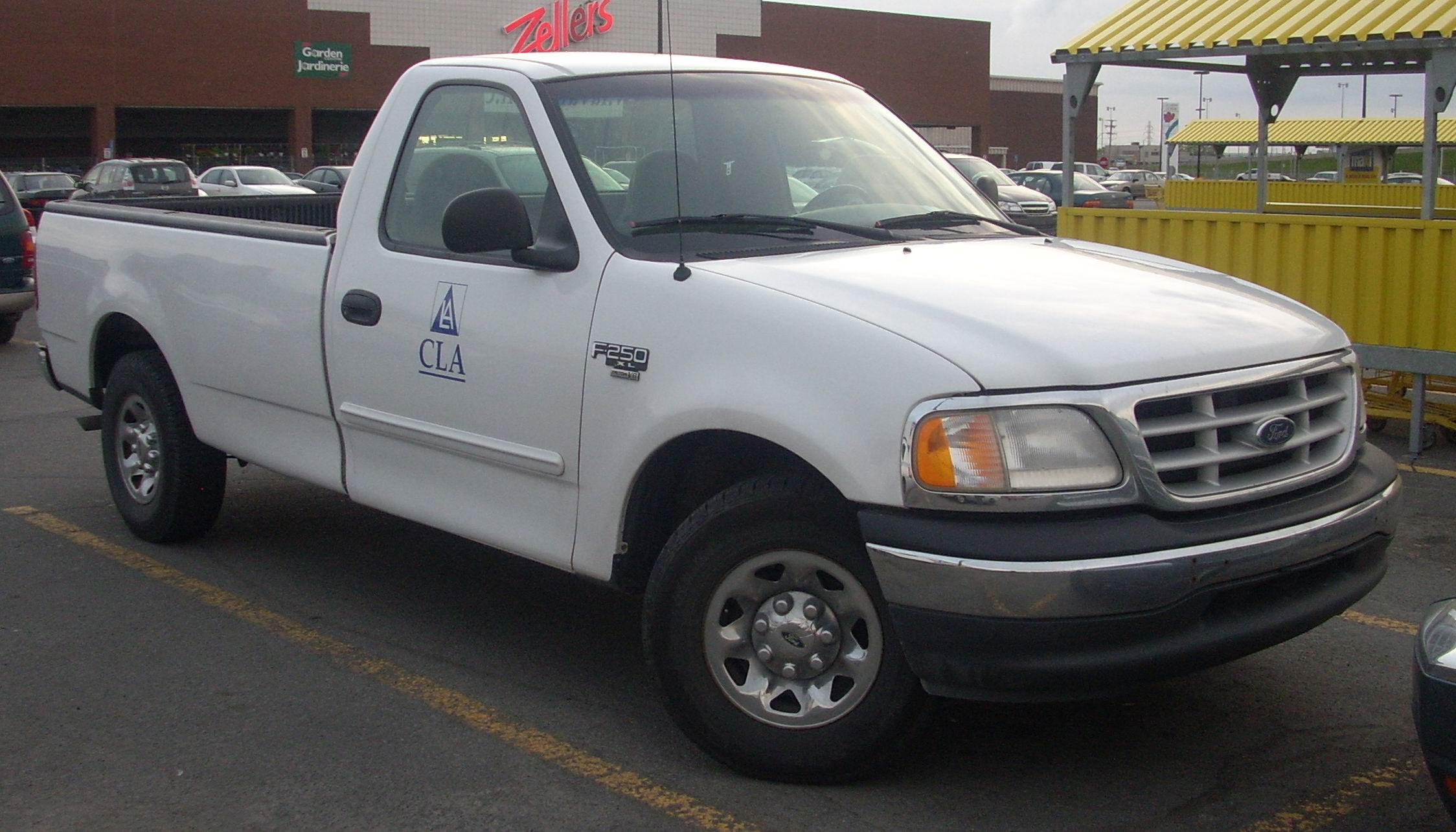
1999-2000 F-250 XL

Em 1997, a Ford Motor Company fez uma grande mudança em sua família de caminhões F-Series, já que a linha de coletores da Série-F foi essencialmente dividida em duas. Durante as décadas de 1970, 1980 e 1990, os compradores de caminhonetes compraram cada vez mais os veículos para fins de uso pessoal em vez de uso no trabalho. Para aumentar ainda mais a sua crescente quota de mercado, a Ford procurou desenvolver veículos para os dois tipos de compradores. Em sua decisão final, a empresa decidiu tornar o F-150 um veículo contemporâneo para uso pessoal, enquanto o F-250 e o F-350 seriam projetados de forma mais conservadora para os clientes baseados no trabalho.
Introduzido no início de 1996 como um modelo de 1997, o F-150 era um veículo completamente novo em comparação ao seu antecessor. Semelhante ao Ford Taurus original de 1986, o F-150 de 1997 foi desenvolvido com um corpo radicalmente simplificado. Dispensando o tradicional Twin I-Beam para uma suspensão dianteira totalmente independente, o chassi totalmente novo compartilhava apenas as transmissões com a geração anterior. Em uma grande mudança, o de longa duração de 4.9L inline-6 foi substituído por um motor de 4,2 litros Essex V6 como padrão. O 4.6 L Modular V8 compartilhado com o Panther Car era opcional (com um maior Triton de 5,4 LVersão V8 adicionada em meados de 1997). Originalmente desenvolvido para uso na Série F, o Modular / Triton V8 foi o primeiro mecanismo de árvore de cames a ser instalado em uma picape de tamanho normal.
Para melhorar o acesso dos bancos traseiros aos modelos SuperCab, uma porta com dobradiças posteriores foi adicionada a todas as versões. Depois de sua popularidade, o SuperCab ganhou uma quarta porta para 1999. Em 2001, o F-150 se tornou a primeira caminhonete do seu tamanho a se tornar disponível com quatro portas de tamanho normal. Compartilhando o comprimento de um SuperCab de cama padrão, o F-150 SuperCrew foi produzido com uma cama ligeiramente encurtada.
Durante a segunda metade do ano modelo de 1997, a Ford introduziu uma versão GVWR mais pesada (8800 GVW), com o nome F-250. Distinguiu-se por um padrão incomum e único de sete lug para as rodas. Ao mesmo tempo, o F-250 HD (serviço pesado) estava na mesma série do F-350 (mesmo modelo de corpo quadrado da última geração do F-150; ele ainda era construído apenas na América do Sul ). Devido aos caminhões Super Duty nunca chegarem às concessionárias Ford como à venda até o início de 1999, a Ford produziu um F-250 mais leve, usando o mesmo corpo que o F-150 tinha na época como um modelo temporário (1997 a 1999). Em fevereiro de 1999, o F-250 baseado em f-150 foi descontinuado e os caminhões Super Duty finalmente comercializados para venda.
Em 1999, o SVT Lightning retornou, com saída ampliada para 360 hp; mais de 28.000 foram produzidos de 1999 a 2003. Para 2002, a Lincoln-Mercury ganhou sua primeira caminhonete de grande porte desde 1968 com a introdução da Lincoln Blackwood , a primeira picape Lincoln. Compartilhando a carroceria dianteira do Lincoln Navigator SUV e o mesmo corpo da cabine que o Ford F-150 , o Blackwood foi projetado com uma cama exclusiva e vendido apenas em preto. Devido a vendas muito fracas, o Blackwood foi descontinuado após 2002.
Em 1999, os captadores F-250 e F-350 foram introduzidos como a linha do modelo 1999 Ford F-Series Super Duty . Embora permanecendo como parte da Série F, os caminhões Super Duty usam uma arquitetura de plataforma diferente, powertrain e linguagem de design, principalmente porque são destinados para uso em trabalho pesado. Projetado em uma joint venture com a Navistar International , o F-650 / F-750 Super Duty de serviço médio foi lançado em 2000.

## Décima primeira Geração (2004-2008)

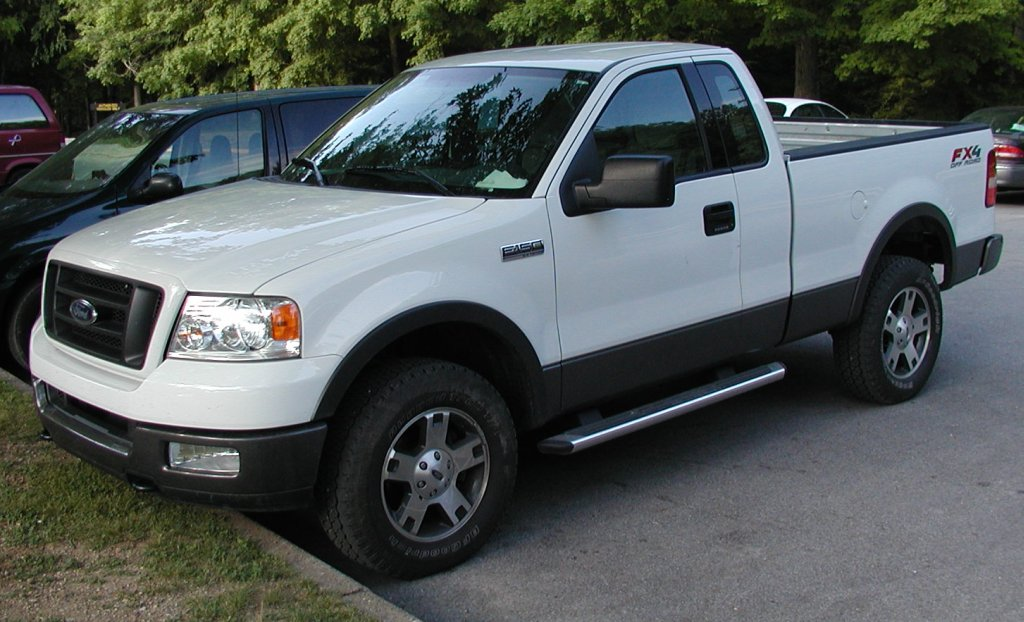
2004 F-150 FX4

Para o ano de 2004, o F-150 foi redesenhado em uma plataforma totalmente nova . Externamente, o modelo da 11ª geração era diferente do seu antecessor, com um estilo mais afiado; Uma grande mudança foi a adoção da janela do motorista escalonado dos caminhões Super Duty. Independentemente do tipo de cabine, todos os F-150 receberam quatro portas, com as portas traseiras na cabine regular fornecendo acesso ao armazenamento por trás do assento. A Ford também introduziu os motores Triton nas variantes do F-150. Devido ao declínio das vendas, as camas Flareside foram retiradas; isso marcou a primeira vez em 56 anos de produção da Série F que as camas Flareside não estavam disponíveis.
De 2005 a 2008, os revendedores Lincoln-Mercury venderam esta versão do F-150 como o Lincoln Mark LT , substituindo o Blackwood.
No final de 2007 para o ano modelo de 2008, os caminhões Super Duty receberam uma nova plataforma . Ao usar a mesma cama e a mesma cabine de antes, elas são diferenciadas de suas antecessoras por um interior totalmente novo e uma grade muito maior e lâmpadas de cabeça . Anteriormente disponível apenas como modelo de chassi e cabine, o F-450 agora estava disponível como pickup diretamente da Ford. [6]
De 2004 a 2006 também ofereceu um estilo de cama diferente.

## Décima segunda Geração (2009–2014)

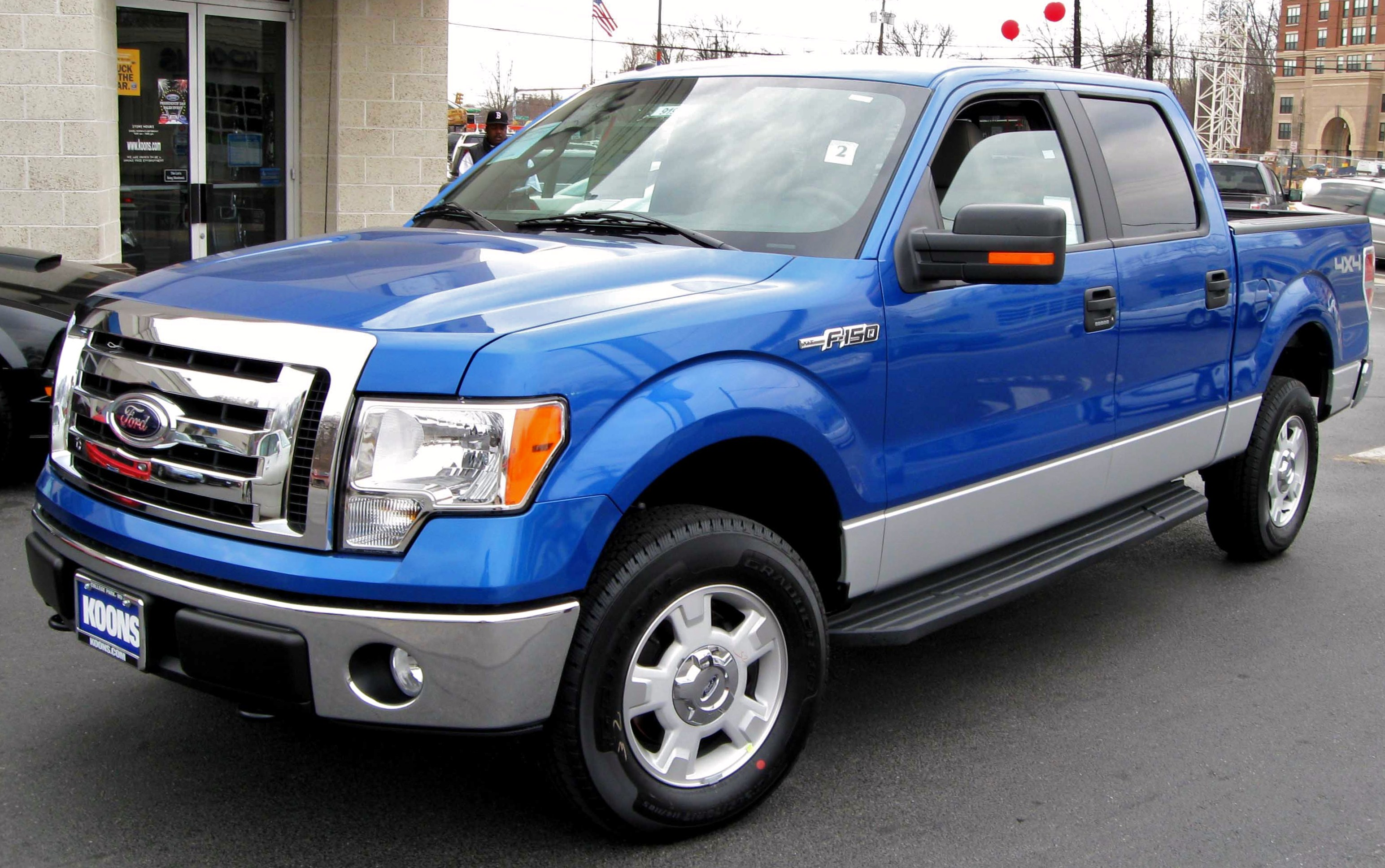
2009 F-150 XLT SuperCrew

A décima segunda geração F-150 foi introduzida para o ano modelo de 2009 como uma atualização da plataforma de caminhões de tamanho normal da Ford . Similar ao seu antecessor, estes caminhões são distinguidos por suas grades de estilo Super Duty e lâmpadas de cabeça; os modelos de táxi padrão têm novamente duas portas em vez de quatro. A cama FlareSide continuou até 2010, caiu junto com a caixa de câmbio manual; Fora do México, o Lincoln Mark LT foi substituído pelo F-150 Platinum. Um novo modelo para 2010 incluiu o SVT Raptor, um captador off-road dedicado.
Como parte de um grande foco na economia de combustível, toda a linha de motores do F-150 foi atualizada para o ano modelo de 2011. Juntamente com dois novos motores V8, o F-150 ganhou um novo motor V6 de base 3.7 litros e um potente motor V6 de 3.5 litros com turbocompressor, apelidado EcoBoost pela Ford. Uma transmissão automática é a única opção. Outras modificações incluem a adição de um sistema Nexteer Automotive Electric Power Steering (EPS) na maioria dos modelos.
Um estudo recente conduzido pela iSeeCars.com e publicado no site da Ford Motor Company listou o Ford F-250 Super Duty como o veículo de maior durabilidade e o Expedition, o Explorer e o F-150 entre os 20 veículos mais duradouros.

## Décima terceira Geração (2015 – 2020)

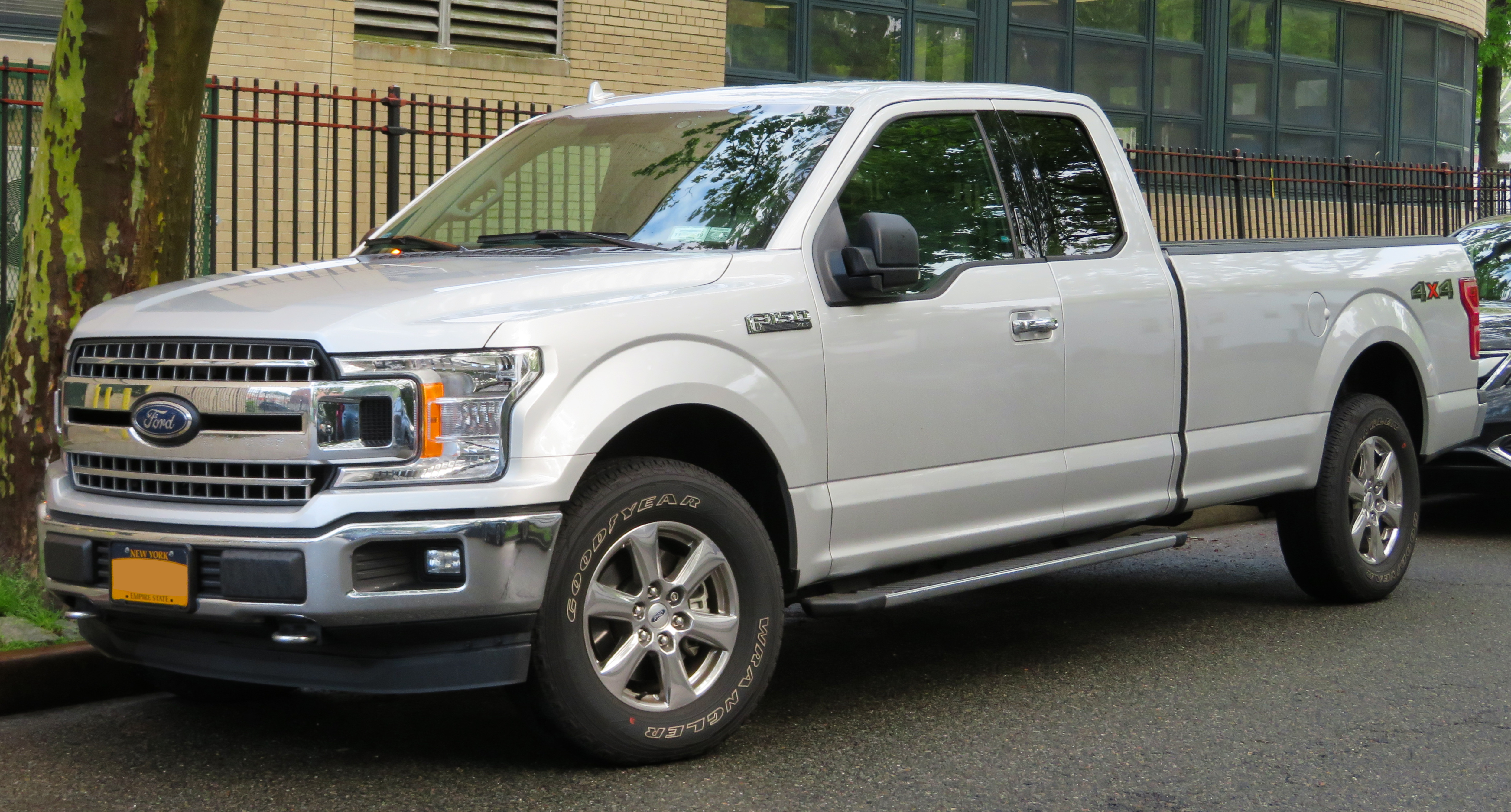
2018 F-150 XLT SuperCab

A décima terceira geração do Ford F-Series foi introduzida para o ano modelo de 2015. Previsto em grande parte pelo veículo conceito Ford Atlas no Salão do Automóvel de Detroit de 2013, o novo design marcou várias mudanças extensas no design da Série-F. No interesse da economia de combustível, os projetistas da Ford reduziram o peso do F-150 em quase 750 libras, sem alterar fisicamente sua pegada externa. Para permitir uma redução de peso tão grande, quase todos os painéis da carroceria foram trocados de aço para alumínio (com exceção do firewall); o quadro em si permanece em aço de alta resistência. Para provar a durabilidade do design intensivo em alumínio, durante o desenvolvimento da Série F da décima terceira geração, a Ford introduziu protótipos camuflados na corrida de resistência Baja 1000 (onde os veículos terminaram). O 2015 F-150 foi a primeira caminhonete com controle de cruzeiro adaptativo , que usa sensores de radar na frente do veículo para manter um conjunto de distância entre ele e o veículo à sua frente, diminuindo a velocidade se necessário.
O 3.7L V6 foi derrubado, substituído por um 3.5L V6 como o motor standard, com um EcoBoost V6 de 2.7L acrescentado ao lado do 3.5L EcoBoost V6. Enquanto o 6.2L V8 foi retirado, o 5.0L V8 continuou como uma opção, com um automático de 6 velocidades como a única transmissão.
Para o ano modelo de 2018, o Ford F-150 passou por uma reformulação no meio do ciclo, sendo revelado no New York International Auto Show de 2017. Após a introdução da linha de modelos Super Duty 2017, os F-Series (F-150 a F-550 e Ford Raptor) são novamente fabricados usando uma cabine comum (pela primeira vez desde 1996). Para 2018, o F-150 mudou do design de 3 barras de longa duração usado nos caminhões Ford para o design de 2 barras que estreou na linha de modelos Super Duty 2017. O powertrain sofreu várias revisões, como o 3.5L V6 foi substituído por um 3.3L V6 acoplado a uma transmissão de 6 velocidades. Os motores EcoBoost V6 e 5.0L V8 foram equipados com uma capacidade automática de 10 marchas (do Raptor) e stop-start (anteriormente apenas do EcoBoost de 2,7L). [14] Em 2018, um motor diesel PowerStroke foi instalado no F-150 pela primeira vez, quando a Ford lançou um V6 de 3,0 litros e 3.0 litros (da linha "Lion" de motores compartilhados pela PSA Peugeot Citroën e Jaguar - Land Rover). 
Os recursos de segurança e assistência ao motorista aprimorados e adicionados para o ano do modelo 2018 incluem assistência pré-colisão com detecção de pedestres e controle de cruzeiro adaptativo com Stop and Go. 
A versão da cabine da tripulação do 2018 F-150 recuperou a classificação do IIHS Top Safety Pick. 
O anúncio de Ford F-150 chamado "Big Dog" toma tiros sutis no Chevrolet Silverado redesenhado e Ram 1500.

## Modelos especiais
Ao longo de sua produção, variantes do Ford F-Series foram produzidas para atrair compradores. Embora essas variantes consistam principalmente em pacotes de acabamento, outras são versões de alto desempenho, enquanto outras variantes foram projetadas com vários meios de melhorar a funcionalidade.

### Unibody F-Series (1961-1963)
Para 1961 em parte do ano de 1963, o Ford F-Series foi oferecido com uma terceira configuração de corpo, integrando a cama Styleside com a cabine. Com as estampas da picape soldadas diretamente na cabine antes de ambos os conjuntos serem montados na estrutura, o projeto simplificava o processo de montagem e pintura (a configuração era semelhante à do Ford Ranchero). Após uma fraca recepção no mercado, o design do leito pickup monobloco foi retirado durante o ano modelo de 1963.

### Especiais (1961-1979)
De 1961 a 1979, a Ford ofereceu vários pacotes de opções especiais para a Série F, normalmente projetados para proprietários com usos específicos para seus veículos. Para 1961, o pacote de opções Camper Special foi introduzido; Projetado para os proprietários de campistas de caminhão slide-in, o pacote de opção contou com pré-fiação para o campista, transmissão de pesados e arrefecimento do motor e um alternador maior. Em 1968, a Ford apresentou o Special do Empreiteiro, e o Farm and Ranch Special, que contava com caixas de ferramentas e suspensão mais pesada. The Explorer Special foi introduzido como uma variante de baixo preço do trim Ranger. O "Trailer Special" também foi oferecido com freio de reboque, radiador para serviço pesado, resfriador de transmissão e engate de reboque.
Em 1980, os pacotes de opções especiais foram retirados como parte do novo design da Série F, enquanto vários recursos continuaram como opções independentes; o Explorer continuou como uma variante do Ranger durante o ano de 1986.

### F-150 Nite (1991-1992)
Vendida de 1991 a 1992 no Ford F-150 XLT Lariat, a edição especial Nite foi um pacote de opções monocromáticas, com pintura preta e acabamento com uma faixa de acentuação multicolor. Para 1991, era exclusivo para a cabine regular F-150; para 1992, estava disponível em todos os bodystyles do F-150 e introduzido no Ford Bronco.
A edição Nite estava disponível com tração nas duas rodas ou tração nas quatro rodas com o 5.0L ou 5.8L V8; também incluiu uma suspensão esportiva e rodas de liga leve em pneus de carta branca 235 / 75R15.

### Eddie Bauer (1994-1996)
Em 1994, a Ford apresentou o nível de acabamento Eddie Bauer para o F-150. De forma semelhante aos mesmos pacotes de acabamento no Aerostar, Bronco e Explorer / Bronco II, consistia em acabamento interno com temas externos e pintura externa de dois tons.

### SVT Lightning (1993-1995; 1999-2004)

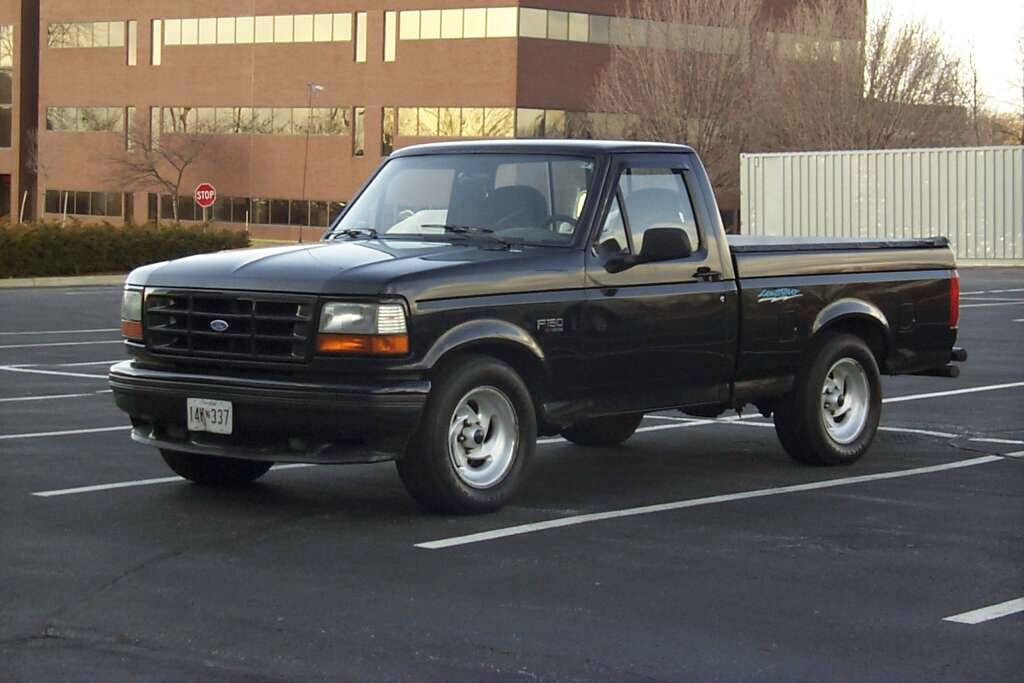
1993 Ford SVT Lightning

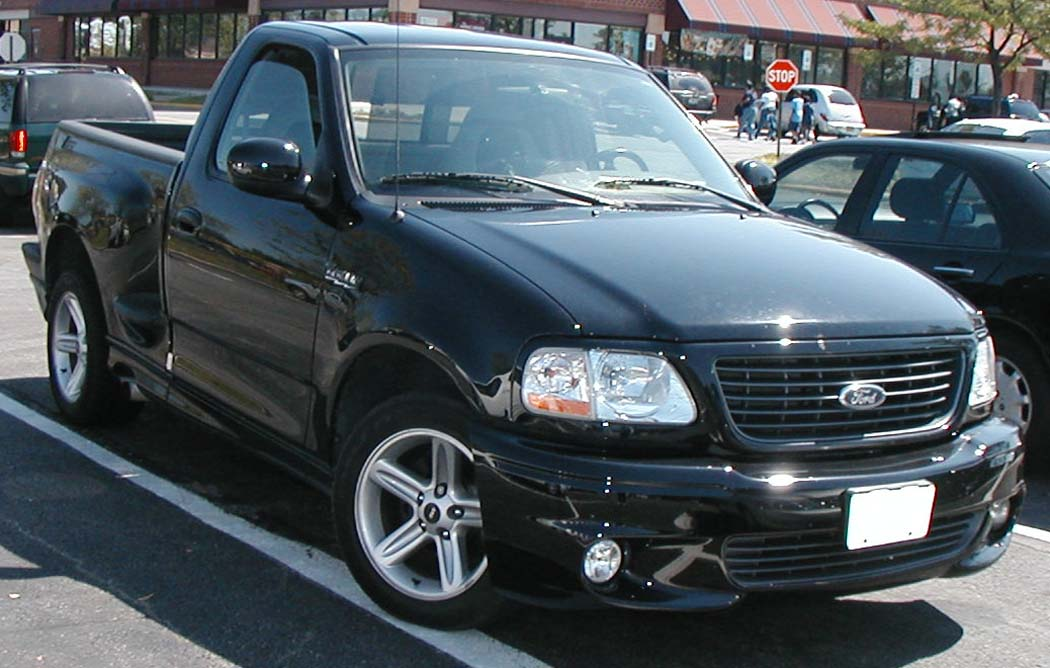
Segunda-generacão Ford SVT Lightning

Introduzido como um modelo de 1993, o Ford SVT Lightning é uma versão de alto desempenho do F-150 que foi produzido pela Ford Special Vehicle Team (SVT). Destinado como um concorrente para o Chevrolet 454SS, o SVT Lightning foi derivado do F-150; para melhorar seu manuseio, foram feitas extensas modificações na suspensão dianteira e traseira e no chassi. Alimentado por uma versão de 240 cv do 5.8L V8, o Lightning usou uma transmissão automática de 4 velocidades para serviço pesado do F-350 (normalmente emparelhada com o V8 a diesel de 7,5 L V8 ou 7.3 L). Embora mais lento em aceleração do que o GMC SycloneO Lightning reteve quase todo o reboque e capacidade de carga de um Ford F-150 padrão. Produzido de 1993 a 1995, o SVT Lightning de primeira geração foi retirado à medida que a Ford preparava o Ford F-150 de 1997 para venda.
Depois de um hiato de três anos, a Ford lançou uma segunda geração do SVT Lightning para o ano modelo de 1999. Em consonância com o seu predecessor de 1993-1995, o relâmpago de segunda geração foi baseado no F-150 com um número de modificações de suspensão; Em uma mudança de projeto, todos os exemplos foram produzidos com uma cama FlareSide. No lugar de um motor específico do modelo, a segunda geração foi alimentada por uma versão supercharged do V8 de 5,4 litros do F-150, produzindo 360 hp (aumentou para 380 hp em 2001). Como antes, o motor de maior potência estava emparelhado com uma transmissão mais pesada do captador F-350.
Para o redesenho de 2004 do Ford F-150, o SVT Lightning não foi incluído, deixando 2004 como o último ano para a linha de modelos. Apesar de um foco de design totalmente diferente da SVT Lightning, a SVT / Ford Raptor é a geração seguinte de picapes Ford F-Series de alto desempenho.

### Harley-Davidson Edition (2000-2011)
De 2000 a 2011, a Harley-Davidson Edition foi um pacote opcional disponível no F-150. Principalmente um pacote de aparência com acabamentos monocromáticos em preto, de 2002 a 2003, a edição incluiu uma versão ligeiramente desafinada do motor V8 de 5.4L superalimentado do SVT Lightning. Em 2003, uma edição de 100º aniversário foi produzida para os caminhões F-150 SuperCrew. Para 2004, o pacote de opções da Harley-Davidson ficou disponível para os caminhões F-250 / F-350 Super Duty. Depois de 2008, o pacote de opções adotou muitas das opções apresentadas no nível de acabamento Platinum, com assentos de couro produzidos a partir de materiais reservados para jaquetas de motociclista Harley-Davidson.
Para 2012, o Harley-Davidson Edition foi substituído pelo nível de acabamento Limitado, mantendo uma aparência externa monocromática (passando por um acabamento com tema de motocicleta).

### SVT/Ford Raptor (2010-2014; 2017-present)

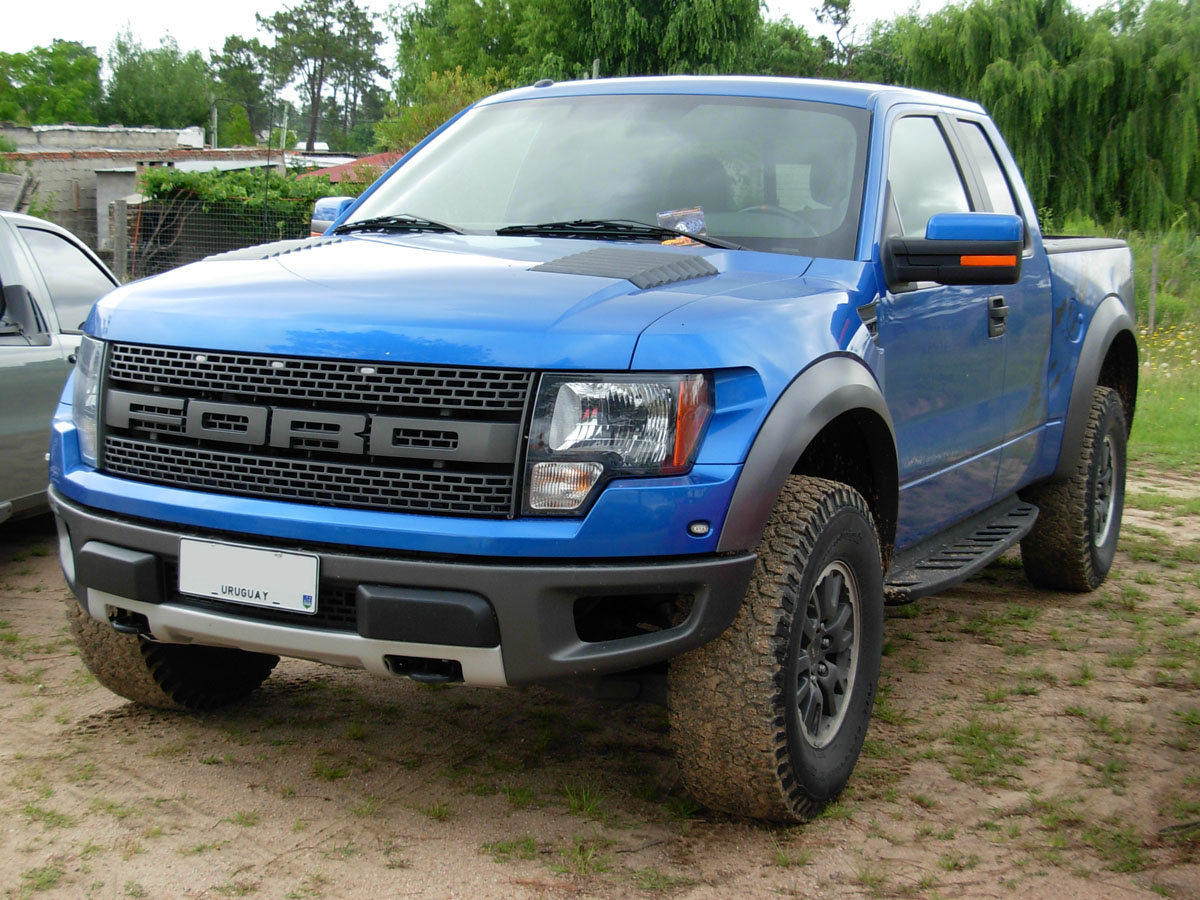
F-150 SVT Raptor

Para 2010, a Ford lançou seu segundo caminhão de alta performance, o SVT Raptor. Em contraste com o desempenho on-road aprimorado do SVT Lightning, o SVT Raptor é voltado para o uso off-road, em linha com o de um Baja 1000.caminhão de corrida. Enquanto um veículo de estrada legal, muitas modificações de design do Raptor foram feitas para melhorar sua capacidade off-road, com o veículo apresentando uma suspensão exclusiva do modelo com molas e amortecedores de longa viagem. O Raptor compartilha apenas sua cabine com um padrão F-150; Para acomodar seus pneus maiores, o Raptor é equipado com defensas frontais mais largas, capô e leito de recolhimento. Inicialmente produzido como um SuperCab, uma Raptor SuperCrew foi lançada no final do ano modelo de 2010. Pela primeira vez em um veículo da Ford na América do Norte desde 1983, a palavra "Ford" foi escrita na grade do SVT Raptor no lugar do emblema Ford Blue Oval.
Para 2010, o SVT Raptor foi alimentado por um motor V8 de 5.4 L de 310 hp; um 611 hp 6.2L V8 (dos caminhões F-150 Platinum e Super Duty) tornou-se opcional, substituindo o motor 5.4L V8 para 2011. Um automático de seis marchas é a única transmissão emparelhada com ambos os motores.

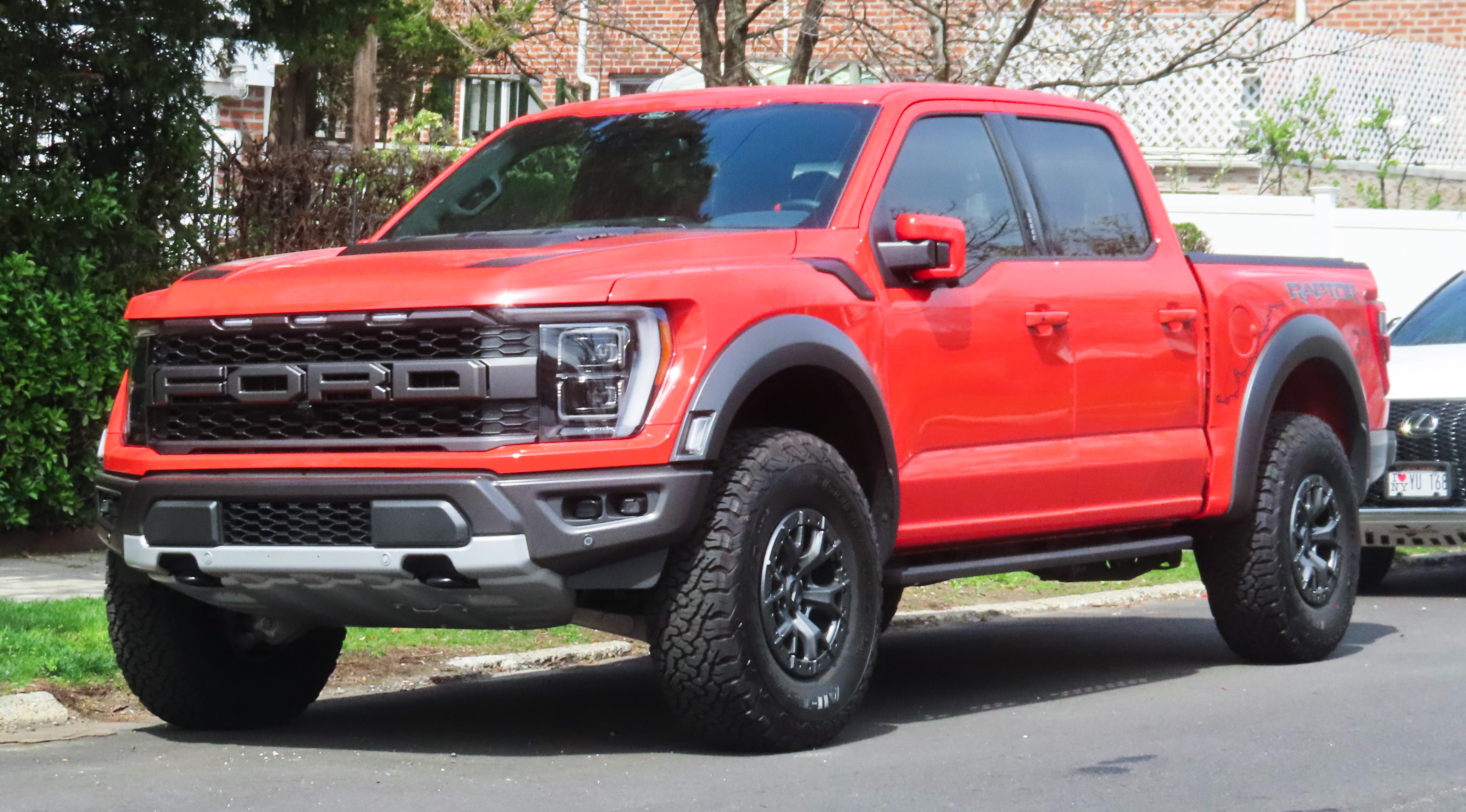
Ford F-150 Raptor (2021)

Depois de um hiato de dois anos, a segunda geração do Ford Raptor (o prefixo SVT foi removido) foi introduzida para o ano modelo de 2017. Derivado da F-Series da décima terceira geração, o Ford Raptor mudou para um corpo de alumínio. Novamente produzido como um veículo off-road de alto desempenho, o Raptor é produzido em configurações SuperCab e SuperCrew, com suspensão de longo curso específica para o veículo. Como tema de design, o Raptor de segunda geração não carrega um emblema de grade Ford Blue Oval, em vez soletrando "Ford" em toda a grade.
Para melhorar a economia de combustível e reduzir o peso, o V8 de 6,2 litros foi substituído por um V6 de 3.5 L com dois turbocompressores de 450 cv, emparelhado com uma transmissão automática de 10 velocidades.

### F-150 Platinum (2009-present)

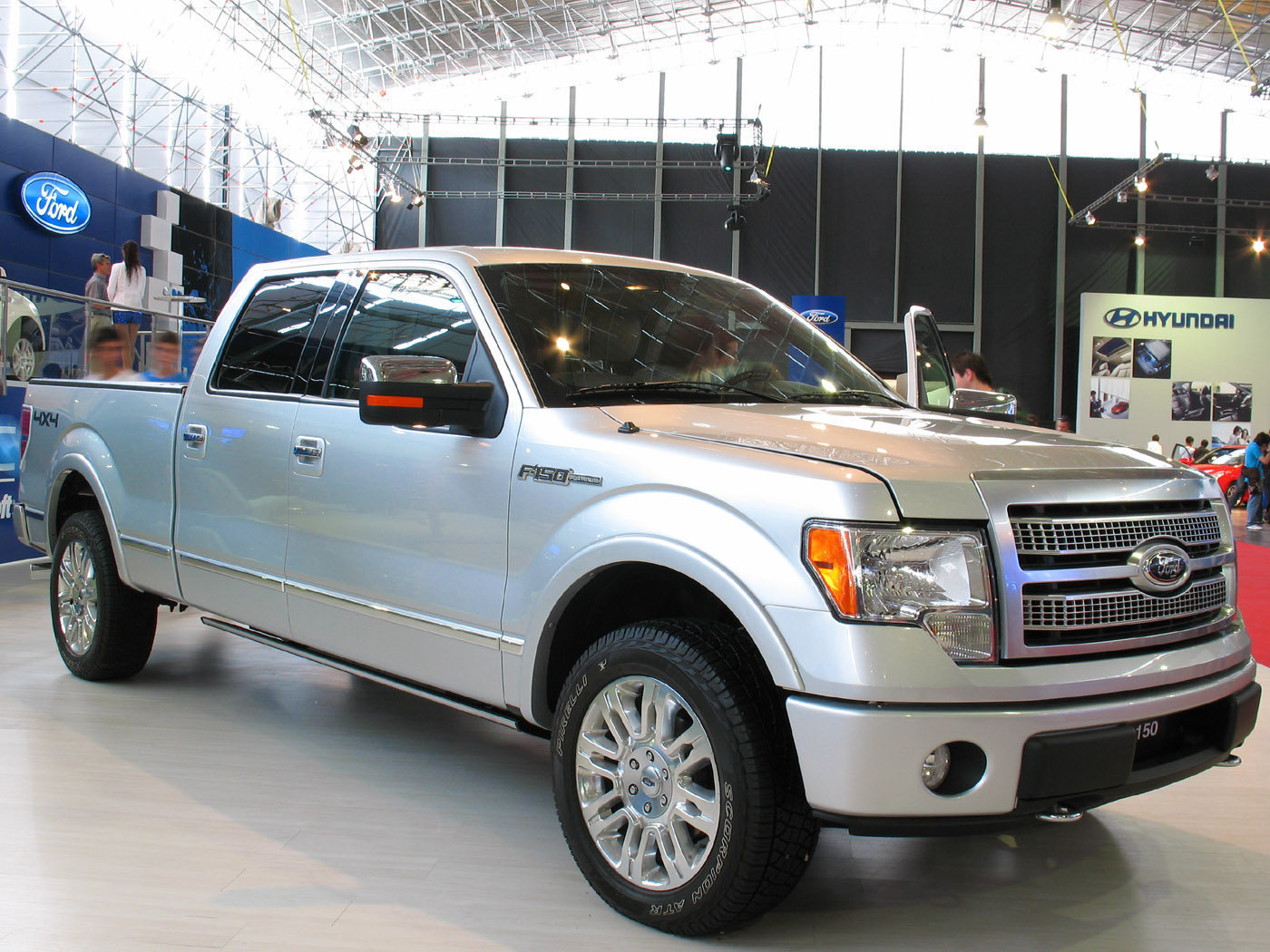
Ford F-150 Platinum

Introduzido para 2009, Platinum é uma guarnição orientada para o luxo do Ford F-150. Substituindo efetivamente o Lincoln Mark LT nos Estados Unidos e no Canadá (embora sua produção tenha continuado até 2014 no México), a Platinum adotou muitas das características de luxo e conteúdo do Mark LT com estilo exterior mais suave (o Platinum foi montado com uma grade de eggcrate similar a modelos adiantados da expedição de Ford).
Em 2013, a Ford começou a usar o acabamento Platinum para caminhões Super Duty, da F-250 para as picapes F-450. Até 2016, o acabamento Platinum era um pacote adicional para um Super Duty que foi encomendado como um Lariat. 2017 viu o Platinum se tornar um nível de acabamento separado.

### F-150 Tremor (2014)
Para o ano modelo de 2014, a Ford introduziu o modelo Tremor do F-150. O Tremor foi lançado como um caminhão esportivo de alto desempenho para entusiastas de caminhões de rua. O Tremor da cabine regular é baseado no estilo do pacote FX Appearance com o motor EcoBoost de 3,5 litros e um eixo traseiro 4.10. O interior usa um shifter montado no console, assentos de balde personalizados e um console central de fluxo não encontrado em qualquer outro F-150. O Tremor está disponível em 4x2 e 4x4. Ambas as opções apresentam um diferencial traseiro de bloqueio eletrônico e suspensão personalizada. Havia 2.230 tremores construídos.